# 马库斯·克特雷尔
马库斯·克特雷尔（芬蘭語：Markus Ketterer，1967年8月23日—），芬兰男子冰球运动员，场上位置是守门员。他曾代表芬兰国家队参加1992年冬季奥林匹克运动会冰球比赛，获得第七名。